# Stagodontidae
De Stagodontidae zijn een familie van uitgestorven buideldierachtigen. De dieren uit deze groep leefden tijdens het Laat-Krijt in Noord-Amerika. De stagodonten stierven circa 65 miljoen jaar geleden uit, in dezelfde periode als onder andere de dinosauriërs. De bekendste soort is Didelphodon vorax, mede door het optreden van dit dier in de televisieserie Walking with Dinosaurs.

## Indeling
De Stagodontidae is 1889 beschreven door de Amerikaanse paleontoloog Othniel Charles Marsh. In het verleden werd de Stagodontidae ingedeeld bij de Sparassodonta, een groep van Zuid-Amerikaanse roofdieren uit het Kenozoïcum. Tegenwoordig wordt de familie ingedeeld in de Marsupialiformes buiten de echte buideldieren. Het is een kleine familie met lange tijd slechts twee erkende geslachten: Didelphodon en Eodelphis. Deze dieren leefden in het Campanien en Maastrichtien. In 2018 werden Fumodelphodon en Hoodootherium beschreven als nieuwe geslachten uit de Stagodontidae aan de hand van vondsten uit het Turonien, ongeveer 92 miljoen jaar geleden. Mogelijk behoort ook Pariadens uit de overgang van het Albien naar het Cenomanien tot de Stagodontidae. Fossiele tanden van een naamloze stagodont zijn bekend uit Ellisdale in New Jersey en dateren uit het Campanien. Deze stagodont was minder ontwikkeld dan Didelphodon en Eodelphis. De stagodonten moeten zich dus voor de ontwikkeling van de Western Interior Seaway over de latere twee subcontinenten Laramidia en Appalachia hebben verspreid.
Volgens een studie uit 2017 behoort ook Eobrasilia, een buideldierachtige uit het Eoceen van Zuid-Amerika, tot de Stagodontidae.

## Leefwijze en uiterlijk
Tot recent waren alleen tanden, een onderkaak en een partiële schedel bekend van stagodonten. Door beperkt postcraniaal fossiel materiaal was de leefwijze van de stagodonten lang onduidelijk. 
In 2004 kwam Nicholas Longrich van de University of Calgary met een theorie dat de stagodonten aangepast waren aan een aquatisch bestaan. Longrich baseerde zijn theorie op de staartwervels en tanden van verschillende stagodonten (waarschijnlijk behorend tot Eodelphis) die waren gevonden in de Judith River-formatie uit het Campanien van Alberta in Canada. De staartwervels waren vrij groot, breed en plat en vertoonden sterke overeenkomsten met die van hedendaagse bevers en het vogelbekdier. Deze beenderen deden vermoeden dat de stagodonten, of in ieder geval enkele soorten, in het bezit waren van een roerachtige staart om zich onder water voort te kunnen bewegen. Verder vond Longrich dat de tanden en de bouw van de kaak bij Didelphodon sterk leken op die van de moderne zeeotter. Hieruit concludeerde Longrich dat Didelphodon op schaaldieren joeg. Het idee van aquatische stagodonten werd volgens Longrich nog eens verder ondersteund door het feit dat de meeste beenderen van stagodonten gevonden worden in afzettingen van rivieren.
Het idee dat Didelphodon en de andere stagodonten leefden als een otter wordt echter niet door iedereen aanvaard. Richard Fox en Bruce Naylor verwierpen de theorie in 2006. Zij stelden dat de theorieën dat de stagodonten aquatisch waren niet gebaseerd zijn op geloofwaardig morfologisch bewijs en daarom als onjuist moeten worden beschouwd. Fox en Naylor vinden het niet opvallend dat de fossielen van stagodonten meestal in rivierafzettingen worden gevonden, aangezien de meeste fossielenvindplaatsen in het Boven-Krijt van Noord-Amerika uit rivierafzettingen bestaan.
Een nieuw specimen van Didelphodon uit de Hell Creek-formatie gaf uiteindelijk meer inzicht in de lichaamsbouw van de stagodonten en ondersteunde min of meer de eerdere theorie van Longrich. Vermoedelijk waren de stagodonten omnivoren met een semi-aquatische leefwijze. De valse kiezen in combinatie met de robuuste kaken lijken gespecialiseerd voor het kraken van de harde schalen van schelp- en schaaldieren.

## Verwantschap
De Stagodontidae behoren tot de Marsupialiformes. Ze vormen een clade met de buideldieren en verschillende andere Noord-Amerikaanse groepen uit het Krijt. De positie van de Stagodontidae binnen de Metatheria is in onderstaand cladogram weergegeven.
|  | Jaskhadelphys                                                 |
|  |                                                               |
|  | \| \| Andinodelphys \| \| \| \| \| \| Pucadelphys \| \| \| \| |
|  |                                                               |
|  | Andinodelphys                                                 |
|  |                                                               |
|  | Pucadelphys                                                   |
|  |                                                               |

|  | Andinodelphys |
|  |               |
|  | Pucadelphys   |
|  |               |

|  | Jaskhadelphys                                                 |
|  |                                                               |
|  | \| \| Andinodelphys \| \| \| \| \| \| Pucadelphys \| \| \| \| |
|  |                                                               |
|  | Andinodelphys                                                 |
|  |                                                               |
|  | Pucadelphys                                                   |
|  |                                                               |

|  | Andinodelphys |
|  |               |
|  | Pucadelphys   |
|  |               |

|  | Jaskhadelphys                                                 |
|  |                                                               |
|  | \| \| Andinodelphys \| \| \| \| \| \| Pucadelphys \| \| \| \| |
|  |                                                               |
|  | Andinodelphys                                                 |
|  |                                                               |
|  | Pucadelphys                                                   |
|  |                                                               |

|  | Andinodelphys |
|  |               |
|  | Pucadelphys   |
|  |               |

|  | Jaskhadelphys                                                 |
|  |                                                               |
|  | \| \| Andinodelphys \| \| \| \| \| \| Pucadelphys \| \| \| \| |
|  |                                                               |
|  | Andinodelphys                                                 |
|  |                                                               |
|  | Pucadelphys                                                   |
|  |                                                               |

|  | Andinodelphys |
|  |               |
|  | Pucadelphys   |
|  |               |

|  | Jaskhadelphys                                                 |
|  |                                                               |
|  | \| \| Andinodelphys \| \| \| \| \| \| Pucadelphys \| \| \| \| |
|  |                                                               |
|  | Andinodelphys                                                 |
|  |                                                               |
|  | Pucadelphys                                                   |
|  |                                                               |

|  | Andinodelphys |
|  |               |
|  | Pucadelphys   |
|  |               |

|  | Jaskhadelphys                                                 |
|  |                                                               |
|  | \| \| Andinodelphys \| \| \| \| \| \| Pucadelphys \| \| \| \| |
|  |                                                               |
|  | Andinodelphys                                                 |
|  |                                                               |
|  | Pucadelphys                                                   |
|  |                                                               |

|  | Andinodelphys |
|  |               |
|  | Pucadelphys   |
|  |               |

|  | Jaskhadelphys                                                 |
|  |                                                               |
|  | \| \| Andinodelphys \| \| \| \| \| \| Pucadelphys \| \| \| \| |
|  |                                                               |
|  | Andinodelphys                                                 |
|  |                                                               |
|  | Pucadelphys                                                   |
|  |                                                               |

|  | Andinodelphys |
|  |               |
|  | Pucadelphys   |
|  |               |

|  | Jaskhadelphys                                                 |
|  |                                                               |
|  | \| \| Andinodelphys \| \| \| \| \| \| Pucadelphys \| \| \| \| |
|  |                                                               |
|  | Andinodelphys                                                 |
|  |                                                               |
|  | Pucadelphys                                                   |
|  |                                                               |

|  | Andinodelphys |
|  |               |
|  | Pucadelphys   |
|  |               |

|  | Iugomortiferum |
|  |                |
|  | Kokopellia     |
|  |                |

|  | Glasbiidae  |
|  |             |
|  | Pediomyidae |
|  |             |

|  | Iugomortiferum |
|  |                |
|  | Kokopellia     |
|  |                |

|  | Glasbiidae  |
|  |             |
|  | Pediomyidae |
|  |             |

|  | Iugomortiferum |
|  |                |
|  | Kokopellia     |
|  |                |

|  | Glasbiidae  |
|  |             |
|  | Pediomyidae |
|  |             |

|  | Iugomortiferum |
|  |                |
|  | Kokopellia     |
|  |                |

|  | Glasbiidae  |
|  |             |
|  | Pediomyidae |
|  |             |

|  | Jaskhadelphys                                                 |
|  |                                                               |
|  | \| \| Andinodelphys \| \| \| \| \| \| Pucadelphys \| \| \| \| |
|  |                                                               |
|  | Andinodelphys                                                 |
|  |                                                               |
|  | Pucadelphys                                                   |
|  |                                                               |

|  | Andinodelphys |
|  |               |
|  | Pucadelphys   |
|  |               |

|  | Jaskhadelphys                                                 |
|  |                                                               |
|  | \| \| Andinodelphys \| \| \| \| \| \| Pucadelphys \| \| \| \| |
|  |                                                               |
|  | Andinodelphys                                                 |
|  |                                                               |
|  | Pucadelphys                                                   |
|  |                                                               |

|  | Andinodelphys |
|  |               |
|  | Pucadelphys   |
|  |               |

|  | Jaskhadelphys                                                 |
|  |                                                               |
|  | \| \| Andinodelphys \| \| \| \| \| \| Pucadelphys \| \| \| \| |
|  |                                                               |
|  | Andinodelphys                                                 |
|  |                                                               |
|  | Pucadelphys                                                   |
|  |                                                               |

|  | Andinodelphys |
|  |               |
|  | Pucadelphys   |
|  |               |

|  | Jaskhadelphys                                                 |
|  |                                                               |
|  | \| \| Andinodelphys \| \| \| \| \| \| Pucadelphys \| \| \| \| |
|  |                                                               |
|  | Andinodelphys                                                 |
|  |                                                               |
|  | Pucadelphys                                                   |
|  |                                                               |

|  | Andinodelphys |
|  |               |
|  | Pucadelphys   |
|  |               |

|  | Jaskhadelphys                                                 |
|  |                                                               |
|  | \| \| Andinodelphys \| \| \| \| \| \| Pucadelphys \| \| \| \| |
|  |                                                               |
|  | Andinodelphys                                                 |
|  |                                                               |
|  | Pucadelphys                                                   |
|  |                                                               |

|  | Andinodelphys |
|  |               |
|  | Pucadelphys   |
|  |               |

|  | Jaskhadelphys                                                 |
|  |                                                               |
|  | \| \| Andinodelphys \| \| \| \| \| \| Pucadelphys \| \| \| \| |
|  |                                                               |
|  | Andinodelphys                                                 |
|  |                                                               |
|  | Pucadelphys                                                   |
|  |                                                               |

|  | Andinodelphys |
|  |               |
|  | Pucadelphys   |
|  |               |

|  | Jaskhadelphys                                                 |
|  |                                                               |
|  | \| \| Andinodelphys \| \| \| \| \| \| Pucadelphys \| \| \| \| |
|  |                                                               |
|  | Andinodelphys                                                 |
|  |                                                               |
|  | Pucadelphys                                                   |
|  |                                                               |

|  | Andinodelphys |
|  |               |
|  | Pucadelphys   |
|  |               |

|  | Jaskhadelphys                                                 |
|  |                                                               |
|  | \| \| Andinodelphys \| \| \| \| \| \| Pucadelphys \| \| \| \| |
|  |                                                               |
|  | Andinodelphys                                                 |
|  |                                                               |
|  | Pucadelphys                                                   |
|  |                                                               |

|  | Andinodelphys |
|  |               |
|  | Pucadelphys   |
|  |               |

|  | Iugomortiferum |
|  |                |
|  | Kokopellia     |
|  |                |

|  | Glasbiidae  |
|  |             |
|  | Pediomyidae |
|  |             |

|  | Iugomortiferum |
|  |                |
|  | Kokopellia     |
|  |                |

|  | Glasbiidae  |
|  |             |
|  | Pediomyidae |
|  |             |

|  | Iugomortiferum |
|  |                |
|  | Kokopellia     |
|  |                |

|  | Glasbiidae  |
|  |             |
|  | Pediomyidae |
|  |             |

|  | Iugomortiferum |
|  |                |
|  | Kokopellia     |
|  |                |

|  | Glasbiidae  |
|  |             |
|  | Pediomyidae |
|  |             |